# محند شريف حناشي
محند شريف حناشي (1950 الجزائر) هو لاعب كرة قدم جزائري. كان رئيسًا لنادي شبيبة القبائل من 1993 إلى 2017. يعتبر حناشي أقدم رئيس لنادي شبيبة القبائل، حيث ترأسه لمدة 24 عامًا. وخلال هذه الفترة فاز النادي بأربع بطولات جزائرية وكأسين جزائريين وأربع كؤوس أفريقية.

## مسيرة

### لاعب في صفوف شبيبة القبائل
لعب في شبيبة القبائل بين عامي 1969 و 1983. وفاز بتسعة ألقاب في 14 عاما. فاز بأول بطولة في تاريخ شبيبة القبائل عام 1973، ثم احتفظ بها في العام التالي، وحقق ثنائية البطولة والكأس عام 1977. وفاز بالبطولة عام 1980 وكأس أفريقيا للأندية الأبطال عام 1981 وفاز بكأس السوبر الأفريقي عام 1982. أنهى مسيرته بالفوز ببطولتي 1982 و 1983.

### رئيس شبيبة القبائل
خلال مسيرته رئيسًا حصل على 10 ألقاب. أربع بطولات جزائرية (1995 و2004 و2006 و2008) وكأس الكؤوس الأفريقية 1995 وكذلك كأس الاتحاد الأفريقي للأندية ثلاث مرات متتالية (2000 و2001 و2002) وكأس الجزائر مرتين في 1994 و 2011 . منذ موسم 2010-2011، تولى 16 مدربًا العارضة الفنية للنادي، بمتوسط أكثر من مدربين في الموسم الواحد. نادي شبيبة القبائل الذي كان يخشاه في الماضي خصومه على المستويين الوطني والإفريقي يجد صعوبة في البقاء في الرابطة الجزائرية المحترفة الأولى.
بعد الموت المأساوي لألبرت إيبوسي بودجونجو خلال المباراة ضد اتحاد الجزائر، أعلن حناشي أن اللاعب لم يمت من رمي الحجارة بل بنوبة قلبية، رغم أن طبيب في مستشفى تيزي وزو وأوضح أن صدمة الرأس هي التي تسببت في وفاة المواطن الكاميروني، وهي أطروحة ناقضها التشريح المضاد.
خارج ملعب كرة القدم، حناشي رجل أعمال حقق ثروة من استخراج الرمال.

### الاعتراضات والفصل
في 4 أغسطس 2015 صرح الأستاذ صلاح مريم، المحامي السابق للنادي، بأن ديون شبيبة القبائل تفوق بكثير رأس ماله، وأن شبيبة القبائل ظلت بلا رئيس منذ ذلك الحين أي من أغسطس 2012 حتى 9 يوليو 2015.
في مواجهة سوء إدارة النادي، أنشأ معارضو الرئيس حناشي «لجنة حماية شبيبة القبائل». ونظمت عدة مسيرات شارك فيها عدد من لاعبي النادي السابقين للمطالبة برحيله. بالنسبة لعلي فرقاني، اللاعب والمدرب السابق للنادي، وقائد الفريق الجزائري العظيم في الثمانينيات، فإن «حناشي ليس على مستوى هذا النادي العظيم» وأن هذا النادي الأسطوري الذي كان يحظى بالاحترام في الجزائر لم يعد سوى فريق مثله مثل غير، فقد روحه ولم يعد في تعايش مع جمهوره.
في11 سبتمبر 2015 أعلن حناشي في مجلة كرة القدم الأسبوعية على الإذاعة القناة الثالثة «أيا كان من يعيد 20 مليار، فأنا أعطيه شبيبة القبائل»  . تحداه جمال مناد لاعب النادي السابق «ليأتي إلى الموثق (كاتب العدل)، فإن مستثمرنا سيضع 20 مليارًا التي يطالب بها غدًا!»  لكن حناشي يمضي بعيدًا.
خلال مسيرته الطويلة رئيسًا لشبيبة القبائل حناشي، لإحداث تحريف من الإخفاقات والصعوبات التي يواجهها ناديه، أعلن عدة مرات استقالته قبل أن يتراجع، موضحًا أنه لا يستطيع التخلي عن «ناديه» حتى يجد من يراه مناسبا لخلافته.
في عام 2017، أُقيل بعد 24 عامًا من الرئاسة.

## المرض والوفاة
عاني حناشي من مشاكل صحية كبيرة في الأسابيع الماضية، ففي نهاية سبتمبر نُقل لأول مرة إلى مستشفى تيزي وزو الجامعي للاضطرابات العصبية، قبل أن يُنقل إلى مستشفى مصطفى باشا بالعاصمة في منتصف أكتوبر، ومنه إلى مستشفى القبة بتاريخ 1 نوفمبر 2020. تفاقت وضعيته الصحية إثر إصابته بمرض فيروس كورونا 2019 مما أدى به إلى دخول غرفة الإنعاش بالمستشفى المركزي للجيش بعين النعجة. وتوفي في 13 نوفمبر 2020 في المستشفى بعد معاناة طويلة مع المرض. وقد قدم الوزير الأول، عبد العزيز جراد، تعازيه في وفاة رئيس شبيبة القبائل السابق، مصرحًا «رحل عنا وعن الأسرة الرياضية رئيس شبيبة القبائل سابقا، محند شريف حناشي، رحمه الله، الذي ترك بصماته في تاريخ الكرة الجزائرية لاعبا ثم مسيرا للنادي القبائلي وقاده إلى إحراز العديد من البطولات والألقاب القارية»

## روابط خارجية
- محند شريف حناشي على موقع قاعدة بيانات كرة القدم.إي يو (الإنجليزية)